# Frontback
Frontback est une application mobile de photographie créée par Frédéric della Faille, un belge installé aux États-Unis depuis quelques années, permettant à ses utilisateurs de prendre deux photographies, grâce aux objectifs avant et arrière d'un smartphone ou d'une tablette.  L'application compile ensuite les 2 images pour n'en créer qu'une seule et qui peut ensuite être partagée sur les réseaux sociaux.